# Daniel Variations
Daniel Variations est une œuvre de musique contemporaine pour chœur et un ensemble de 14 instruments composée par Steve Reich en 2006.

## Historique
Il s'agit d'une œuvre très particulière de Steve Reich, écrite en 2006, à la demande de la Fondation Daniel Pearl en association avec le Barbican Centre de Londres, le Carnegie Hall de New York, la Cité de la musique de Paris et la Casa da Música de Porto. Elle a été composée en mémoire de Daniel Pearl, un jeune journaliste américain du Wall Street Journal d'origine juive, capturé et tué par des fondamentalistes musulmans au Pakistan en 2002 qui fut forcé de faire une déclaration sur vidéo avant d'être immédiatement décapité ; la vidéo fut ensuite diffusée dans le monde où elle provoqua une vive émotion.
La première de l'œuvre eut lieu le 8 octobre 2006 au Barbican Hall de Londres et fut largement reprise lors des célébrations organisées à New York et dans le monde pour le 70e anniversaire du compositeur.
En février 2009, le chorégraphe américain Doug Varone créé au Joyce Theater de New York sa pièce Alchemy écrite sur les Daniel Variations.

## Structure
Daniel Variations est écrite pour deux sopranes, deux ténors, deux clarinettes basses, quatre vibraphones et deux percussions, quatre pianos et un quatuor à cordes.
L'œuvre est composée de quatre mouvements distincts :
1. Premier mouvement : I saw a dream ~ 6 min 30 s
2. Deuxième mouvement : My name is Daniel Pearl (I'm a Jewish American from Encino California) ~8 min 30 s
3. Troisième mouvement : Let the dream fall back on the dreaded ~5 min
4. Quatrième mouvement : I sure hope Gabriel likes my music, when the day is done ~10 min

Les mouvements sont uniquement constitués des paroles du Livre de Daniel pour le premier (Daniel 4:5) et le troisième (Daniel 4:19), et les mots de Daniel Pearl pour le second et le quatrième mouvement. Ce dernier mouvement reprend par ailleurs le titre d'une musique du violoniste de jazz, Stuff Smith, qu'aimait Daniel Pearl, lui-même violoniste amateur,.

## Enregistrement
- Daniel Variations, par la Los Angeles Master Chorale dirigée par Grant Gershon, Nonesuch Records (2007).